# Ivan Iefimovitch Petrov
Pour les articles homonymes, voir Ivan Petrov.
Ne doit pas être confondu avec le maréchal Vassili Ivanovitch Petrov
Ivan Iefimovitch Petrov (en russe : Иван Ефимович Петров ; 30 septembre 1896, Troubtchevsk — 7 avril 1958, Moscou) est un général soviétique de la Seconde Guerre mondiale.

## Carrière
Il commença sa carrière militaire dans l’Armée rouge en 1918. Il dirigea l'École d'infanterie de Tachkent de 1932 à 1940. Durant la Seconde Guerre mondiale, Petrov fut un maître de la guerre défensive ; il participa à la défense  d'Odessa et à celle de Sébastopol et fut promu pour diriger l'Armée côtière séparée (en) d'octobre 1941 à juillet 1942 et de novembre 1943 à février 1944, la 44e armée (en) d'août à octobre 1942, la 33e armée du front du Nord-Caucase (Groupe d'armées de la mer Noire) en 1944, puis le 2e front biélorusse. D’avril à juin 1945, il est chef d’état-major du 4e front ukrainien.
En mai 1945, Petrov reçut les insignes de héros de l'Union soviétique. Les États-Unis le décorèrent de la Distinguished Service Cross par l’ordre no 3 du Département général de 1944.